# Alfred Cobban
Alfred Cobban (Londra, 24 maggio 1901 – Londra, 1º aprile 1968) è stato uno storico inglese.
Ha contribuito ad una visione revisionista della Rivoluzione Francese. Ha insegnato Storia di Francia presso l'Università di Londra, dal 1937 al 1967. I suoi studi hanno avviato un confronto storiografico sulle reali cause e gli effetti della Rivoluzione.
Durante l'inaugurazione della nuova cattedra di storia francese dell'University College, il 6 Maggio 1954, tenne la celebre prolusione The Mith of the French Revolution.

## La rivoluzione francese
La Rivoluzione Francese (The Social Interpretation of the Franch Revolution) è l'opera più importante di Alfred Cobban attualmente disponibile in italiano. Pubblicata nel 1964, l'opera apre la strada ad una storiografia revisionista della Rivoluzione. Cobban, contrapponendosi alla tesi marxista che vede negli eventi del 1789 il crollo del feudalesimo sotto i colpi della borghesia, espone, attraverso una ricca documentazione, la tesi secondo la quale la Rivoluzione non portò alcuna modifica sostanziale della società.
(Alfred Cobban, "La Rivoluzione Francese", p. 58.)